# Конг ба пнг
Конг ба пнг (кит. 焢肉飯, переклад: тушкований свинячий рис) — це гайфан, яка зустрічається в кухнях Фуцзяні та Тайваню. Страву готують із свинячої очеревини, приготованої способом червоне тушкування і подають з рисом.

## Опис

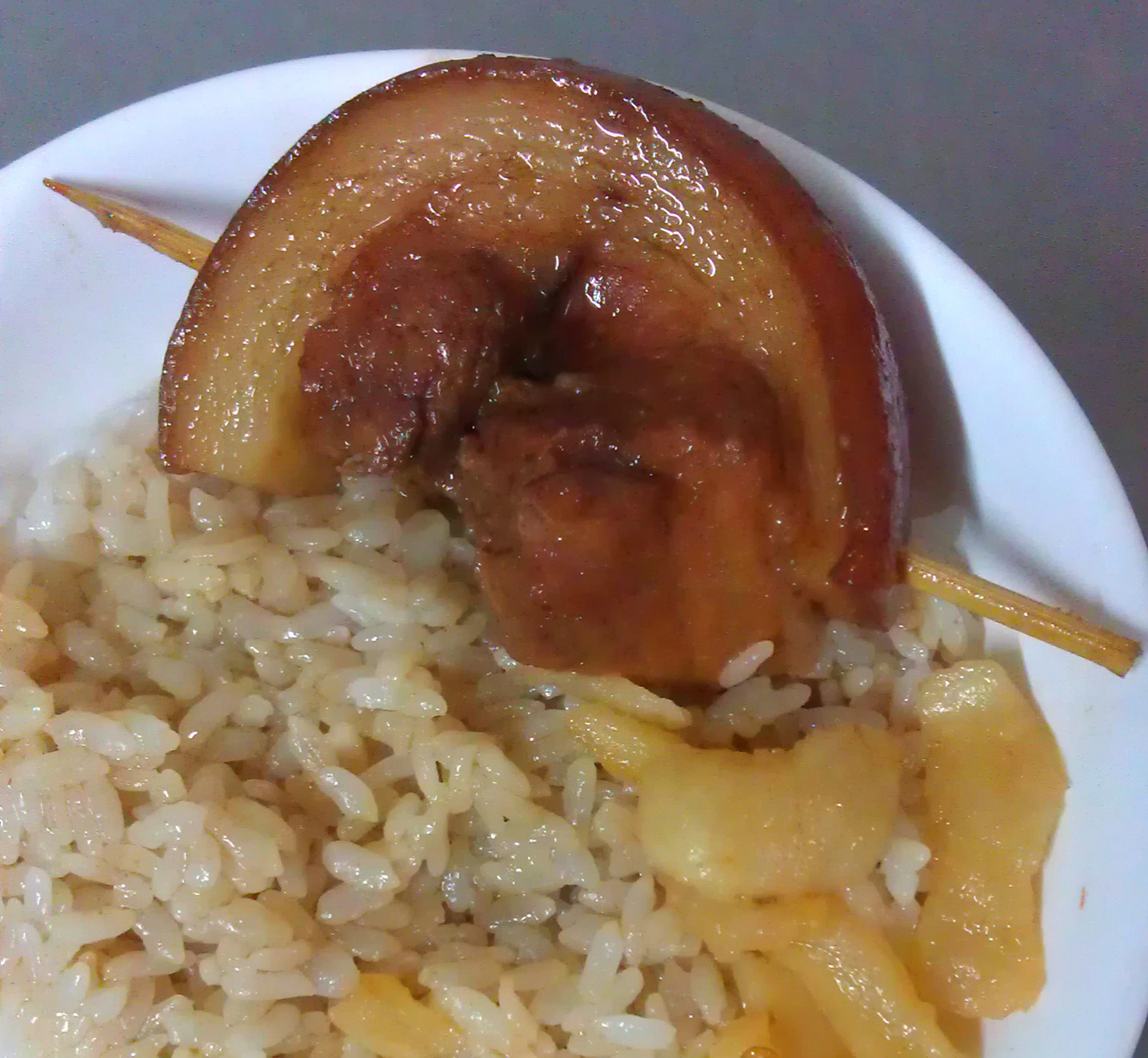
Миска тконг ба пнг з Чанхуа

Страва конг ба пнг була привезена на Тайвань іммігрантами за часів династії Цін. Поряд зі схожою стравою lo bah png (рисовий фарш), конг ба пнг поступово став невід'ємною частиною тайванської культури сяочі. Конг ба пнг зазвичай можна знайти на вуличних продуктових кіосках та лотках або в бенто.
В кухні Чанхуа конг ба пнг готується з задній ніжки свині, а оскільки сало та м'ясо з цієї частини туші після тушкування часто відділяється, то продавці зазвичай з'єднують їх зубочисткою. На Тайвані іноді додають до страви мариновані овочі (огірок, дайкон, квасоля та інші), пагони бамбука та мариновану гірчицю. Страву традиційно їдять продовж дня, навіть на сніданок і в нічний перекус.
У 2011 році в Чанхуа відбувся фестиваль Khong bah png. Вісімнадцять місцевих продавців були запрошені подати страву, а захід відвідав президент Ма Інцзю. У 2012 році Чанхуа встановив Книгу рекордів Гіннесса за найбільший конг ба пнг вагою 647 кг.